# Janeth Bonilla
Erlinda Janeth Bonilla Andrade (Cotacachi, 1995), es una ingeniera agropecuaria, indígena de la región Kichwa Otavalo en Ecuador. Recibió el Premio Estrella Naciente de los Globant Awards para la región Perú y Ecuador.

## Trayectoria
Estudió Ingeniería Agrónoma en la Universidad Técnica del Norte en Ecuador, para después trabajar como asesora en el campo agrícola y en el sector pecuario.
Fue profesora voluntaria Unidocente en Imantag en donde orientó a 60 estudiantes desde niños pequeños hasta adolescentes para ayudarle en el aprendizaje de materias como matemáticas, física y química. Laboró en EmpoEducate Foundation.[cita requerida]
Fue cofundadora y vicepresidenta de Kichwa Institute of Science of Technology (KISTH), que ayuda a resolver problemas en las comunidades rurales, en donde impulsa iniciativas para involucrar a las infancias de la zona indígena para que se involucren en proyectos STEAM.
Fue participante como becaria en IV Programa de liderazgo Iberoamericano de la fundación Pablo VI.
En 2003 fue reconocida como parte de los líderes del futuro del Banco Pichincha.

## Filosofía
Considera importante empoderar a las niñas y mujeres indígenas para superar las barreras que les impiden un igual acceso a la educación, el trabajo, la investigación o la formación superior en disciplinas científicas, técnicas o matemáticas.

“La educación es importante y lamentablemente en las comunidades indígenas el acceso sigue siendo escaso y solo un pequeño porcentaje de nuestros jóvenes llegan hasta la universidad”
Janeth Bonilla

## Proyectos Impulsados
- Warmi Stem con el objetivo de  empoderar a niños y niñas indígenas para que estudien ciencias, tecnología, ingeniería y matemáticas.[8][9]

- RunaSpace es un proyecto en el que trabajó con biofísicos, químicos, expertos en salud para desarrollar un sistema semihidropónico de microvegetales para alimentación espacial de larga duración. El proyecto participó en el NASA's Deep Space Food Challenge, pensando en la exploración de Marte.[10]

Ambos proyectos son parte del Kichwa Institute of Science of Technology KISTH.

## Reconocimientos
Embajadora de la comunidad ecuatoriana en el One Young World de Manchester en el Reino Unido en 2022.
Nominada para los Women that Build Awards en la categoría Rising Star Mujeres empoderadas y talentosas que están iniciando una carrera en la industria STEAM y generando un impacto positivo.